# Jiaganj Azimganj
Jiaganj Azimganj è una suddivisione dell'India, classificata come municipality, di 47.228 abitanti, situata nel distretto di Murshidabad, nello stato federato del Bengala Occidentale. In base al numero di abitanti la città rientra nella classe III (da 20.000 a 49.999 persone).

## Geografia fisica
La città è situata a 24° 13' 60 N e 88° 16' 0 E e ha un'altitudine di 29 m s.l.m..

## Società

### Evoluzione demografica
Al censimento del 2001 la popolazione di Jiaganj Azimganj assommava a 47.228 persone, delle quali 23.948 maschi e 23.280 femmine. I bambini di età inferiore o uguale ai sei anni assommavano a 5.125, dei quali 2.603 maschi e 2.522 femmine. Infine, coloro che erano in grado di saper almeno leggere e scrivere erano 32.086, dei quali 17.591 maschi e 14.495 femmine.